# Jasminisis candelabra
Jasminisis candelabra är en korallart som beskrevs av Philip Alderslade 1998. Jasminisis candelabra ingår i släktet Jasminisis och familjen Isididae. Inga underarter finns listade i Catalogue of Life.